# Le Cordon Bleu

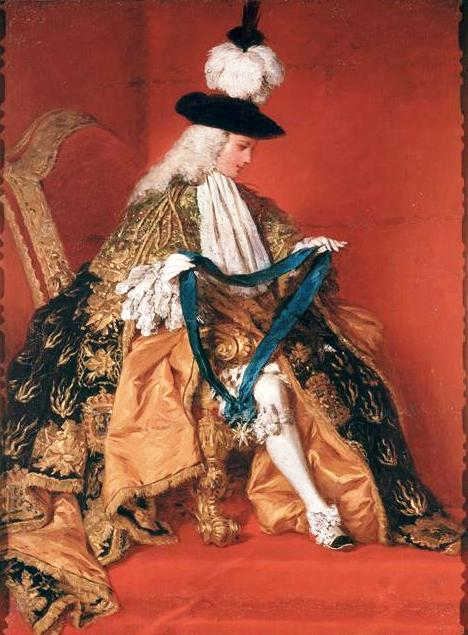
Saint-Aignan hercege a Szentlélek-rend kék szalagjával

A Le Cordon Bleu (kiejtése: lə kɔʁdɔ̃ blø, franciául „a kék szalag”) a francia konyhát oktató nemzetközi iskolahálózat. A campusoknak húsz országban több mint húszezer hallgatója van.

## Története
Az intézményhálózat neve közvetve a francia lovagokból álló Szentlélek-rend elnevezéséből ered. A tagokat a kék szalagon függő Szentlélek-kereszttel tüntették ki; egy történet szerint a csoport fényűző díszebédjeiről (cordons bleus) vált ismertté. Ugyan a francia forradalom alatt a monarchiát és a rendet felszámolták, a „cordons bleus” elnevezés a kiváló francia konyha, a 19. században a kék szalag pedig általánosságban a kiválóság jelzője lett. Marthe Distel a 19. század végén La Cuisinière Cordon Bleu néven indított magazint.
A Le Cordon Bleu intézményt Marthe Distel és Henri-Paul Pellaprat 1895-ben alapították Párizsban, majd az 1930-as évek végén Distel halálával egy katolikus árvaházhoz került, akiktől a második világháború végén Madame Brassart megvásárolta. 1984-ben, 87 évesen nyugdíjba vonult; az iskolát André J. Cointreau, a Cointreau likőr és a Rémy Martin konyak megalkotóinak leszármazottja vásárolta meg.

## Más országokban
1933-ban Dione Lucas öregdiák segédkezett az angliai campus megnyitásában.
Az Amerikai Egyesült Államok intézményeit a Career Education Corporation működtette; a licenc értékét 2009-ben 135 millió dollárra becsülték. Az oktatási minisztérium által elfogadott foglalkoztatási szabályok miatt a cég a 16 telephelyének értékesítéséről döntött; mivel nem találtak vevőt, 2015. december 16-án bejelentették, hogy intézményeik 2017 végén megszűnnek, elég időt adva a hallgatóknak tanulmányaik befejezésére (az utolsó évfolyam 2016 januárjában indult). 2016 januárjában a szövetségi tőzsdefelügyelet bekérte az iskolahálózat működtetésére vonatkozó 2014. negyedik negyedévi dokumentumokat.
A New Yorkban működő Le Cordon Bleu Inc. közvetítésével az USA-ból továbbra is lehetőség van valamely külföldi tagintézménybe jelentkezni.

### Kampuszok
Európa
- Isztambul, Törökország
- London, Egyesült Királyság
- Madrid, Spanyolország
- Párizs, Franciaország

Észak-Amerika
- Mexikóváros, Mexikó
- Ottawa, Kanada

Dél-Amerika
- Lima, Peru
- Rio de Janeiro, Brazília
- São Paulo, Brazília

Ázsia
- Bangkok, Thaiföld
- Bejrút, Libanon
- Gurugrám, India
- Kaohsziung, Kínai Köztársaság
- Kuala Lumpur, Malajzia
- Manila, Fülöp-szigetek
- Sanghaj, Kína
- Szöul, Dél-Korea
- Tokió, Japán

Ausztrália
- Adelaide
- Brisbane
- Melbourne
- Sydney

Óceánia
- Wellington, Új-Zéland

## Művészeti alkotásokban
Az intézmény kulcsszerepet játszik a Julia Child memoárján alapuló, 2009-ben megjelent Julie és Julia – Két nő, egy recept című filmben. Más alkotások története szerint a főszereplő a Le Cordon Bleu hallgatója volt (például Nick Nack Az aranypisztolyos férfi]ben, vagy Dev D a Maacher Jhol játékfilmben).
Az iskola szerepel Kathleen Flinn The Sharper Your Knife, the Less You Cry című könyvében is.

## Nevezetes személyek
- Csaba dalla Zorza
- David Burtka
- Gastón Acurio
- Giada De Laurentiis
- Jesselyn Lauwreen
- Julia Child
- Mary Berry
- Renatta Moeloek
- Sicily Sewell

## Fordítás
- Ez a szócikk részben vagy egészben  a   Le Cordon Bleu című angol Wikipédia-szócikk ezen változatának fordításán alapul.  Az eredeti cikk szerkesztőit annak laptörténete sorolja fel. Ez a jelzés csupán a megfogalmazás eredetét és a szerzői jogokat jelzi, nem szolgál a cikkben szereplő információk forrásmegjelöléseként.